# Одесская телебашня
Одесская телебашня расположена на территории Одесского ОРТПЦ. На башне располагаются антенны ТВ и Радиовещания.
Типичная башня первого поколения проекта 3803 KM (34084-КМ). До высоты 155 метров — усечённая пирамида с переломами поясов на 32 и 64 метрах. Дальше — этажерка для ОВЧ ЧМ высотой 25 метров, базой 1,75х1,75 метра. Верхняя площадка — 2,5х2,5 метра на отметке 180 метров и труба для турникета.
Высота над уровнем моря — 51 метр.

## Вещание
В данный момент с антенн телевышки ведётся вещание:
4 аналоговых ТВ каналов
5 цифровых мультиплексов (1 - DVB-T и 4 - DVB-T2), 
18 радиостанций, (5 в УКВ диапазоне и 13 в УКВ (FM) диапазоне.)
Большинство Радиостанций Одессы ведут вещание с центральной телевышки.